# Agromyza dipsaci
Agromyza dipsaci är en tvåvingeart som beskrevs av Friedrich Georg Hendel 1927. Agromyza dipsaci ingår i släktet Agromyza och familjen minerarflugor.
Artens utbredningsområde är Österrike. Inga underarter finns listade i Catalogue of Life.